# Парламент (серия картин)
«Парламент» — серия картин с видом здания Парламента в Лондоне работы французского художника-импрессиониста Клода Моне, входящая в общую группу картин Моне «Виды Лондона». Серия создана в период 1899—1905 годов; всего в этой серии известно 19 картин.
Картины представляют собой вид на здание Парламента (Вестминстерский дворец) с противоположного берега Темзы. Почти все картины написаны с одного ракурса, но на них иногда варьируется широта и высота обзора. В основном картины имеют размер близкий к 81 × 92 см.
| Изображение и номер по каталогу Вильденштейна | Название, каталожные данные и местонахождение | Сведения о провенансе |
| --------------------------------------------- | --- | --- |
| W 1596                                        | Лондон, Парламент, эффект солнца в тумане, фр. Londres, le Parlement, effet de soleil dans le brouillard. 81 × 92 см. Слева внизу подпись и дата: Claude Monet 1904. Частная коллекция, Франция. | В мае 1904 года выкуплена у Моне Полем Дюран-Рюэлем и продана в частную коллекцию во Франции. |
| W 1597                                        | Парламент, эффект солнца, фр. Le Parlement, effet de soleil. 81,3 × 92,1 см. Слева внизу подпись и дата: Claude Monet 1903. Бруклинский музей, Нью-Йорк, США. Инв. № 68.48.1. | В мае 1904 года выкуплена у Моне Полем Дюран-Рюэлем и в 1905 году продана Артуру А. Кросби. В следующем году картина была возвращена Дюран-Рюэлю, который вскоре перепродал её Артуру Б. Эммонсу из Ньюпорта, США. США. 14—15 января 1920 года выставлена на распродаже собрания Эммонса в отеле «Плаза», Нью-Йорк, где была выкуплена галереей «Недлер» по заказу С. Вандербильта Бартона из Бруклина. Унаследована его дочерью Грейс Андервуд Бартон и по её завещанию передана в Бруклинский музей. |
| W 1598                                        | Парламент, заходящее солнце. фр. Le Parlement, soleil couchant. 81,3 × 92,5 см. Справа внизу подпись: Claude Monet. Национальная галерея искусства, Вашингтон, США. Инв. № 1963.10.48. | В мае 1904 года выкуплена у Моне Полем Дюран-Рюэлем и в том же году продана Эдмону Декапу из Парижа. Далее картина унаследована его дочерью, в замужестве Баррет-Декап, и хранилась в семейном собрании в Биаррице. 12 декабря 1929 года была выставлена на распродаже собрания Баррет-Декап в парижском аукционном доме «Друо» и была выкуплена Честером Дэйлом из Нью-Йорка. В 1963 году по его завещанию поступила в Национальную галерею искусства в Вашингтоне. |
| W 1599                                        | Парламент, симфония в розовом, фр. Le Parlement, symphonie en rose. 82 × 92,6 см. Справа внизу подпись: Claude Monet (подпись нанесена позднее, слева внизу видны следы стёртой первоначальной подписи и нечитаемой даты: Claude Monet 19..). Художественный музей Пола в Хаконе, Канагава, Япония. | Предположительно передана художником некоему Ламбержаку в обмен на автомобиль. Выставлялась в галерее Н. Фике в Париже, с 1916 года — в галерее «Недлер», Нью-Йорк. В 1917 году приобретена Ральфом Т. Кингом из Кливленда, унаследована Вудсом Кингом. В 1981 году выставлена в галерее Питера Финдли в Нью-Йорке, где была выкуплена в частную коллекцию в Японии. Впоследствии оказалась в собрании Художественного музея Пола в Хаконе, провинция Канагава, Япония. |
| W 1600                                        | Парламент, башни Вестминстера, фр. Le Parlement, tours de Westminster. 81,2 × 92,8 см. Справа внизу подпись: Claude Monet. Чикагский институт искусств, Иллинойс, США. Инв. № 33.1164. | Выставлялась в галерее Поля Розенберга в Париже, 10 октября 1916 года выкуплена за 22500 франков Полем Дюран-Рюэлем, у которого 4 декабря того же года её за 10000 долларов приобрёл Мартин А. Раерсон из Чикаго. В 1933 году картина по его завещанию поступила в Чикагский институт искусств. |
| W 1601                                        | Парламент, симфония в голубом (Здание Парламента в тумане), фр. Le Parlement, symphonie en bleu. 81,3 × 92,4 см. Справа внизу подпись и дата: Claude Monet 1903. Высший художественный музей, Атланта, Джорджия, США. Инв. № 60.5                                                                   | В октябре 1913 года выкуплена у Моне совместно Полем Дюран-Рюэлем и галереей «Бернхайм-Жён», в июле 1923 году в галерее Бернхайма её приобрёл Анри-Эдмон Каннон. Затем выставлялась в галерее Вильденштейнов, где в 1960 году была выкуплена на пожертвование Гранджера Хенселла Художественной ассоциацией Атланты для Высшего художественного музея Атланты. |
| W 1602                                        | Парламент, закат, фр. Le Parlement, coucher de soleil. 81 × 92 см. Слева внизу подпись и дата: Claude Monet 1904. Музей кайзера Вильгельма, Крефельд, Германия. | В мае 1904 года выкуплена у Моне Полем Дюран-Рюэлем и в июле 1907 года выкуплена Крефельдский художественный музей, Крефельдским художественным музеем, откуда была передана на хранение в музей кайзера Вильгельма. |
| W 1603                                        | Парламент, заходящее солнце, фр. Le Parlement, soleil couchant. 81,3 × 93 см. Слева внизу подпись и дата: Claude Monet 1902. Частная коллекция, Япония. | 11 мая 1904 года выкуплена у Моне Полем Дюран-Рюэлем и уже 19 мая продана Питеру ван де Велде из Гавра. С 1922 года принадлежала Леону-Марку Франсуа из Парижа и 20 марта 1935 года выставлена на распродаже его коллекции в парижском аукционном доме «Друо», где была выкуплена А. Шоллером по заказу М. Робура из Парижа. 16 июня 1950 года вновь была выставлена на торги у «Друо», затем выставлялась в «Елисейской галерее» в Париже, и около 1968 года оказалась в коллекции Джорджа Н. Ричарда из США. В 1972 году унаследована Бернис Ричард и 14 ноября 1989 года была продана на нью-йоркских торгах в аукционном доме «Кристис» в галерею «Лейк» в Японии, откуда была продана в японскую частную коллекцию. 10 мая 2001 года была продана на торгах аукционного дома «Сотбис» в неназванную частную коллекцию и до июля 2008 года находилась на временном хранении в Лондонской национальной галерее. 11 мая 2015 вновь была выставлена у «Кристис», где была продана в японскую частную коллекцию за 40485000 долларов США. |
| W 1604                                        | Парламент, заходящее солнце, фр. Le Parlement, effet de soleil. 81 × 92 см. Слева внизу подпись и дата: Claude Monet 1903. Частная коллекция, США. | В мае 1904 года выкуплена у Моне Полем Дюран-Рюэлем и в 1907 году продана Уильяму Лоуэллу Патнэму из Бостона. После его смерти, последовавшей в 1923 году, картина по-прежнему находилась в семейном собрании и лишь в 1981 году была выставлена на продажу в нью-йоркской галерее «Аквавелла», откуда в следующем году была куплена в частную коллекцию в США. |
| W 1605                                        | Парламент, грозовое небо, фр. Le Parlement, ciel orageux. 81 × 92 см. Слева внизу подпись и дата: Claude Monet 1904. Дворец изящных искусств, Лилль, Франция. Инв. № P 1734. | В октябре 1905 года выкуплена у Моне Полем Дюран-Рюэлем и уже в ноябре продана Полю Мюйе де Жагеру из Рубе. Далее картина принадлежала Морису Массону и по его завещанию в 1949 году поступила в собрание музея изобразительных искусств Лилля. |
| W 1606                                        | Парламент, отражения на Темзе, фр. Le Parlement, reflects sur la Tamise. 81,5 × 92 см. Справа внизу подпись и дата: Claude Monet 1905. Музей Мармоттан-Моне, Париж, Франция. Инв. № 5007. | Картина оставалась в мастерской Клода Моне вплоть до самой его смерти, унаследована его сыном Мишелем. После гибели Мишеля Моне в автокатастрофе в 1966 году все картины его отца, остававшиеся в мастерской в Живерни, согласно завещанию Мишеля Моне поступили в дар Французской академии изящных искусств и были переданы в парижский музей Мармоттан, к которому впоследствии было присоединено имя Моне. |
| W 1607                                        | Парламент, закат, фр. Le Parlement, coucher de soleil. 81 × 92 см. Слева внизу подпись и дата: Claude Monet 1904. Цюрихский кунстхаус, Швейцария. Инв. № 1995/0003. | В октябре 1905 года выкуплена у Моне Полем Дюран-Рюэлем и уже в декабре продана Чарльзу Харрисону Твиду из Нью-Йорка, в 1917 году унаследована его дочерью Кэтрин Уинтроп Твид. 16 марта 1960 года выставлена на торги, совместно проводимые аукционными домами «Парк-Бернет» и «Сотбис», где была приобретена Луисом Сейкером-старшим. После его смерти картина вновь оказалась на публичных торгах: 6 июля 1971 года продана аукционным домом «Сотбис» в коллекцию Хэла Уоллиса. 10 мая 1989 года коллекция Уоллиса была выставлена на торги аукционного дома «Кристис», где картину приобрёл Вальтер Хефнер из Цюриха и передал её на хранение в Цюрихский кунстхаус. В 1995 году подарена им Цюрихскому кунстхаусу. |
| W 1608                                        | Парламент, эффект тумана, фр. Le Parlement, effet de brouillard. 81 × 92 см. Справа внизу подпись и дата: Claude Monet 1903. Музей современного искусства Андре Мальро. Инв. № A 487. | В декабре 1910 года вместе с двумя другими картинами выкуплена у Моне городскими властями Гавра за символическую сумму в 3000 франков и передана в городской художественный музей, впоследствии получивший имя Андре Мальро. |
| W 1609                                        | Парламент, эффект тумана, фр. Le Parlement, effet de brouillard. 81,3 × 92,4 см. Слева внизу подпись и дата: Claude Monet 1903. Метрополитен-музей, Нью-Йорк, США. Инв. № 56.135.6. | В июле 1909 года выкуплена у Моне Полем галереей «Бернхайм-Жён» и 24 марта 1911 года продана в галерею Поля Дюран-Рюэля, который уже 24 мая перепродал её Артуру Б. Эммонсу из Ньюпорта, США. В 1922 году унаследована его вдовой Джулией Б. Эммонс и в 1956 году по её завещанию картина была передана в Метрополитен-музей. |
| W 1610                                        | Лондон, Парламент, солнце пробивающееся сквозь туман, фр. Londres, le Parlement. Trouée de soleil dans le brouillard. 81,5 × 92,5 см. Слева внизу подпись и дата: Claude Monet 1904. Орсе, Париж, Франция. Инв. № RF 2007.                                                                          | 11 мая 1904 года выкуплена у Моне Полем Дюран-Рюэлем и через несколько дней продана графу Исааку де Камондо из Парижа. По его завещанию в 1908 году перешла в собственность Французской республики. В 1911 году поступила в Лувр и была там выставлена в 1914 году. В 1947—1986 годах выставлялась в галерее Жё-де-Пом, а с 1986 года находится в собрании музея Орсе. |
| W 1611                                        | Парламент, эффект тумана, фр. Le Parlement, effet de brouillard. 81 × 92 см. Справа внизу подпись и дата: Claude Monet 1904. Музей изящных искусств, Сент-Питерсберг, Флорида, США. Инв. № 1979.5.                                                                                                  | В мае 1904 года выкуплена у Моне Полем Дюран-Рюэлем и в 1908 году продана Ханту Хендерсону из Нового Орлеана. Картина долгое время хранилась в семье Хендерсонов и в 1970 году передана на временное хранение в Сент-Питерсбергский музей изящных искусств. В 1979 году частично выкуплена музеем на спонсорские средства, частично оформлена как подарок Чарльза и Маргарет Стивенсон-Хендерсонов. |
| W 1612                                        | Парламент, чайки, фр. Le Parlement, les mouettes. 81 × 92 см. Справа внизу подпись и дата: Claude Monet 1903. Художественный музей Принстонского университета, Нью-Джерси, США. Инв. № y1979-54. | В мае 1904 года выкуплена у Моне Полем Дюран-Рюэлем и в январе 1906 года приобретена Генри Осборном Хэвемайером. С 1908 года картина находилась в коллекции Уильяма Чёрча Осборна. Около 1968 года картина находилась в семейном собрании Вандербильтов-Уэбб и в 1979 году по завещанию поступила в собрание Художественного музея Принстонского университета. |
| W 1613                                        | Парламент, чайки, фр. Le Parlement, les mouettes. 82 × 92 см. Справа внизу подпись и дата: Claude Monet 1903. Государственный музей изобразительных искусств имени А. С. Пушкина, Москва, Россия. Инв. № Ж-3306.                                                                                    | В мае 1904 года выкуплена у Моне Полем Дюран-Рюэлем и в ноябре того же года взята С. И. Щукиным в обмен на ранее купленный у Дюран-Рюэля «Мост Ватерлоо» (W1565, общая сумма сделки составила 18000 франков), хранилась в его московском доме. После Октябрьской революции собрание Щукина было национализировано и с 1923 года картина находилась в собрании Государственного музея нового западного искусства. В 1948 году этот музей был упразднён и картина передана в Пушкинский музей. |
| W 1614                                        | Парламент, вечерний эффект, фр. Le Parlement, effet de soir. 81 × 92 см. Справа внизу подпись и дата: Claude Monet 1903. Частная коллекция. | При каких обстоятельствах картина покинула мастерскую Моне не установлено. Принадлежала Раймону Мюзу. Около 1956 года выставлялась в галерее О’Хана в Лондоне и с 1957 года находилась в частной коллекции в Венесуэле. 20 мая 1982 года выставлена на торги, проводимые аукционными домами «Парк-Бернет» и «Сотбис» совместно, продана в неустановленную частную коллекцию. |